# シガレット・アンド・ヴァレンタイン
シガレッツ・アンド・ヴァレンタインズ (Cigarettes and Valentines)は、アメリカのロックバンド、グリーン・デイの未発表アルバム。
グリーン・デイにとっては、通算で7枚目のアルバムになる予定だった。

## 概要
2003年にレコーディングされ、アートワークも決定していたが、完成直前で何者かにマスターテープを盗まれた。一部の曲はバックアップが取られていたものの、オリジナル版とは若干異なっていたりするなど、やはり元の音源は失われてしまっていたので、新たな作品を一から作り直すこととなった。
ビリー・ジョー・アームストロングは、このアルバムについて、「ニムロッド」と「ウォーニング」が混ざったような良い感じの作品だったが、それがグリーン・デイのベストとまで言うことはできないと語っており、プロデューサーのロブ・カヴァロも、このアルバムについてメンバーに『可もなく不可もない(mediocre)』と話している。結果的に盗難を受けて製作された『アメリカン・イディオット』がヒットを収め、ビリーはこれを『天の恵み』と表現している。
2003年に発売されたグリーン・デイの覆面バンドネットワークのアルバム『マニー・マニー2020』が、実はそっくりそのまま『シガレッツ・アンド・ヴァレンタインズ』の再録ではないかとの噂が流れたが、ビリーは否定している。
2010年8月に、『21世紀のブレイクダウン』に伴うライヴツアーのコンサートにて、本アルバムのタイトル曲「Cigarettes & Valentines」が初めて披露された。また、ライヴ音源は2011年発売のライヴ・アルバム、『最強ライヴ!』に収録される。

## 収録予定だった曲
1. インストゥルメンタル - "Instrumental"
2. ワット・アバウト・トゥデイ? - "What About Today?"
3. ティーンエイジャーズ・フロム・マーズ - "Teenagers From Mars" (ミスフィッツのカヴァー)
4. アイル・ビー・ゼア・ホウェン・セプテンバー・エンズ - "I'll Be There When September Ends"
5. シガレッツ・アンド・ヴァレンタインズ - "Cigarettes & Valentines"
6. レコード - "Record"

判明しているのは以上である。

## クレジット
- ビリー・ジョー・アームストロング - ボーカル、ギター
- マイク・ダーント - ベースギター、コーラス
- トレ・クール - ドラム
- ロブ・カヴァロ、グリーン・デイ - プロデューサー

判明しているのは以上である。